# Marasmius rotula
Marasmius rotula (Scop.) Fr., 1838 è un fungo basidiomicete della famiglia delle Marasmiaceae molto diffuso, caratteristico per il minuscolo collare sotto il cappello che impedisce alle lamelle di unirsi al gambo.

## Etimologia
Dal latino rotula (diminutivo di rota) = rotella, per la forma del cappello.

## Descrizione della specie

### Cappello
0,5-1,5 cm, bianco o grigiastro, depresso al centro, membranoso, solcato.

### Lamelle
Bianche, intercalate da lamellule, libere al gambo, terminano in un collarino distanziato dal gambo.

### Gambo
Il gambo misura all'incirca 2–7 cm, breve, vellutato, attenuato alla base, nerastro, più scuro alla base.

### Carne
La carne è fragile e sottile.
- Odore: Insignificante.
- Sapore: Analogo.

## Caratteri microscopici
Spore7-10 x 3-6 µm, ellissoidali, lisce, bianche in massa.
cistidiassenti.

## Distribuzione e habitat
Fungo saprofita, cresce su rametti morti o detriti legnosi. Comune.

## Commestibilità
Senza valore, data l'esiguità della carne e le dimensioni minime.

## Tassonomia

### Sinonimi e binomi obsoleti
- Agaricus rotula Scop., Fl. carniol., Edn 2 (Vienna) 2: 456 (1772)
- Androsaceus rotula (Scop.) Pat., Hyménomyc. Eur. (Paris): 477 (1887)
- Merulius collariatus With., A Natural Arrangement of British Plants (London) 4: 148 (1796)
- Micromphale collariatum (With.) Gray, A Natural Arrangement of British Plants (London) 1: 622 (1821)